# Anthidium pallidiclypeum
Anthidium pallidiclypeum är en biart som beskrevs av Jaycox 1963. Anthidium pallidiclypeum ingår i släktet ullbin, och familjen buksamlarbin. Inga underarter finns listade.

## Beskrivning
Arten har en övervägande klargul kropp med krämfärgade markeringar i ansiktet.

## Ekologi
Anthidium pallidiclypeum lever framför allt i låglänta områden vid Stilla Havskusten samt vid foten av bergskedjorna öster därom. Födomässigt är den en generalist, det vill säga den besöker blommande växter från många familjer, som korgblommiga växter (Acamptopappus), ärtväxter (käringtandssläktet och sötväpplingssläktet), kransblommiga växter (Salazaria) samt slideväxter (ullsliden [Eriogonum]).
Arten är ett solitärt, det vill säga icke samhällsbildande bi där varje hona själv sörjer för sin avkomma. Honan klär larvcellerna med bomullsliknande hår hon hämtar från växter.

## Utbredning
Utbredningsområdet omfattar framför allt Kalifornien vid USA:s västkust. Fynd har dock gjorts i den mexikanska delstaten Baja California söder därom.